# Heinrich Johann von Brevern

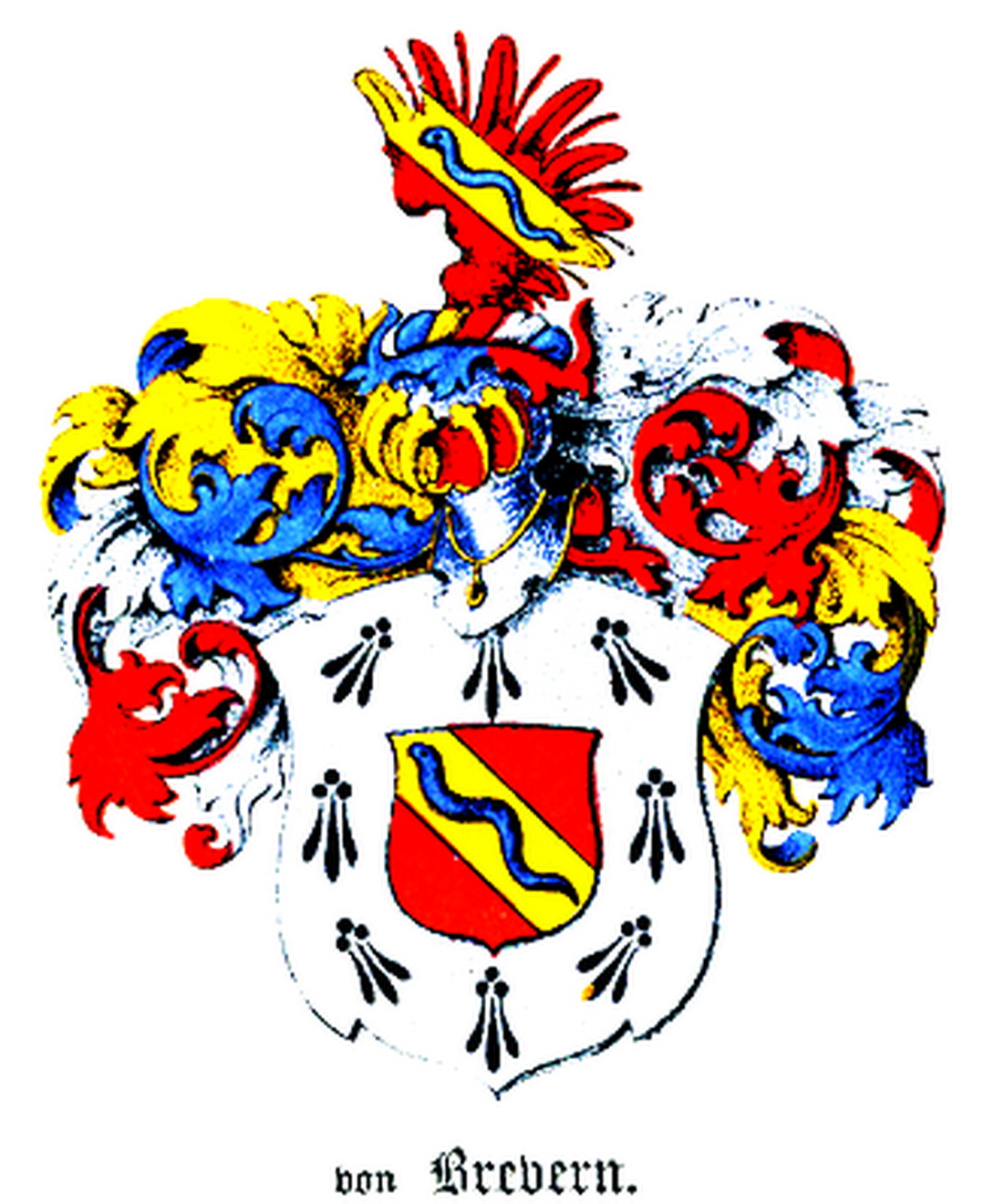
Wappen derer von Brevern

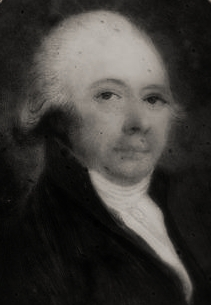
Johannes (Iwan) von Brevern (1749–1803)

Heinrich Johann von Brevern, auch Iwan von Brevern (* 16. Januar 1749 in Moskau; † 27. Oktober 1803 in Kostivere, Gemeinde Jõelähtme, Estland) stammte aus dem deutsch-baltischen Adelsgeschlecht von Brevern und war estländischer Landrat und Gouvernements-Adelsmarschall in Estland.

## Leben
Vater von Johann von Brevern, der in Russland als Iwan benannt wurde, war Peter von Brevern (* 1711 in Lübeck), Herr auf Maart, Kostifer und Kedder in Estland, seine Mutter Gertrude war eine geborene von Kursell. Nach seinem Schulabschluss studierte er in Leipzig und begab sich anschließend auf Bildungsreisen nach Straßburg, Paris und Italien.
1771 übernahm er in Estland das Amt des Sekretärs des Landwaisengerichts. 1777 übernahm er das Amt des Schriftführers in der Estländischen Ritterschaft, 1783 wurde er Ritterschaftssekretär und harrischer Kreismarschall. 1786–1789 war er Gouvernements-Adelsmarschall im Gouvernement Estlands. Er trat für die Rechte Estlands ein und war von 1796 bis 1800 estländischer Landrat. Krankheitsbedingt gab er dieses Amt auf und war bis zu seinem Tod im Jahr 1803 Kurator im Stiftungsrat der Ritter- und Domschule zu Reval.

## Familie
Heinrich Johann von Brevern heiratete 1771 Anna Elisabeth Staël von Holstein (* 1753 in Reval; † 1824 ebenda), ihre Nachkommen waren:
- Karl Peter Ernst von Brevern (1772–1794)
- Katharina Margarethe Elisabeth von Brevern (1774–1836)
- Heinrich Johann (Iwan) von Brevern auf Kostifer (1775–1824)
  - Georg Karl von Brevern (1807–1892)
  - Pontus Alexander Ludwig Brevern-de la Gardie (1814–1890)
  - Magnus Iwanowitsch von Brevern (1825–1878)
- Gertrude Helene von Brevern (1776–1857)
- Anna Wilhelmine von Brevern (1780–1863)
- Christoph Engelbrecht von Brevern (1782–1863)
- Konrad Georg von Brevern (1786–1839)
- Juliane Christina von Brevern  (1790–1839) und
- Amalie Elisabeth von Brevern (* 1792).